# Consorte Feng Yuan
La Consorte Feng Yuan (馮媛, título imperial Zhaoyi (昭儀), murió en 6 a. C.) fue una consorte imperial durante la dinastía china Han. Era una de las favoritas  del Emperador Yuan. Los historiadores la juzgaron positivamente por su heroicidad y (presumible) humildad, y su trágica muerte a manos de su rival sentimental la Consorte Fu.

## Fondo familiar
No se sabe cuándo nació exactamente Feng Yuan. Su padre Feng Fengshi (馮奉世) era un general famoso durante el reinado del Emperador Xuan, y continuó sirviendo en importantes cargos del gobierno imperial después. Tenía nueve hermanos y tres hermanas. Sus hermanos Feng Yewang (馮野王), Feng Jun (馮逡), Feng Li (馮立), y Feng Can (馮參) serían también más tarde importantes funcionarios.

## Consorte imperial

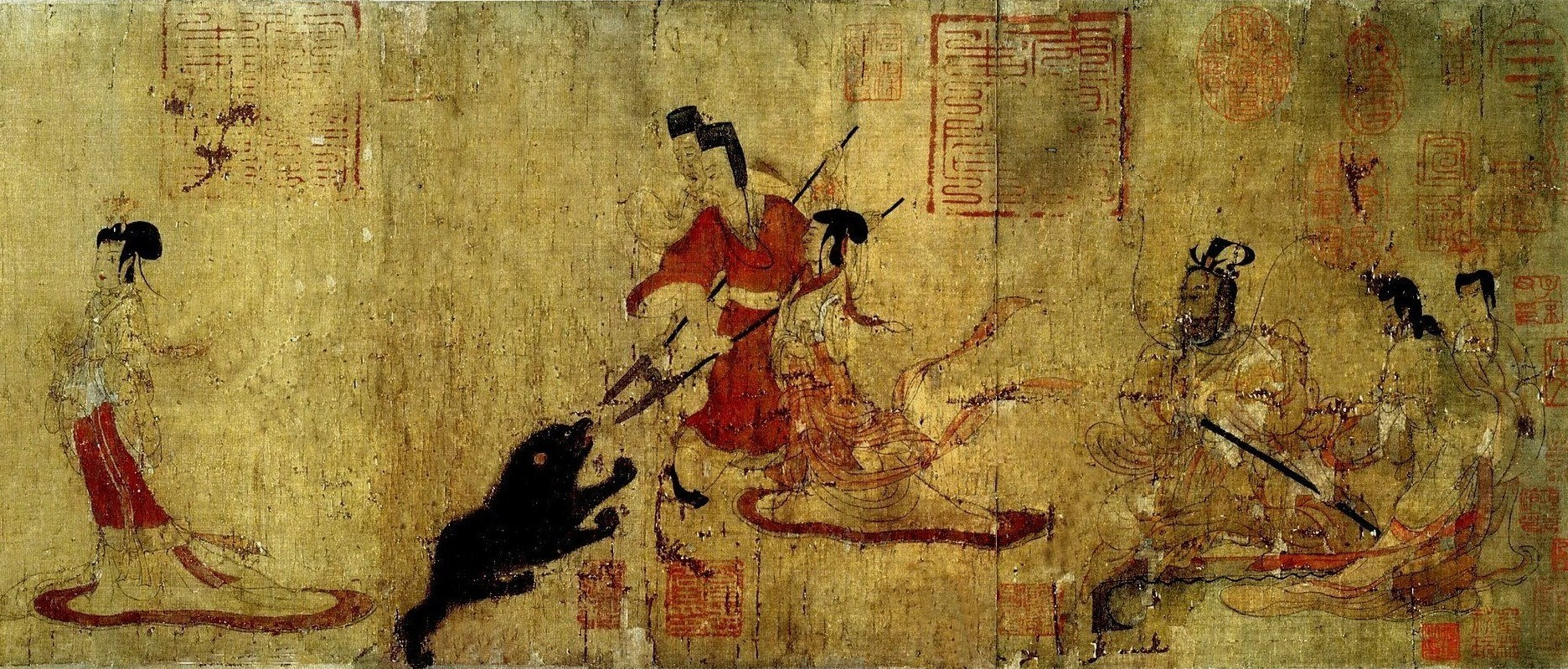
Una escena en el Rollo de las Admoniciones de las Institutrices que muestra a la Consorte Feng (mujer en centro) defendiendo al Emperador Yuan (hombre a la derecha) de un oso. La Consorte Fu se ve a la izquierda, huyendo.

Feng Yuan se convirtió en consorte del Emperador Yuan en 47 a. C., el segundo año de su reinado. Pronto se convirtió en su favorita, junto con la Consorte Fu.   Le dio un hijo, Liu Xing (劉興), quien más tarde fue nombrado Príncipe de Xindu en 37 a. C.
Mientras ambas eran consortes, ocurrió un incidente que causaría los halagos para la Consorte Feng y la vergüenza para Fu. En 38 a. C., mientras el Emperador Yuan asistía a una lucha de animales salvajes, acompañado por gran número de sus concubinas (pero aparentemente no por la Emperatriz Wang Zhengjun), un oso salvaje rompió su atadura y logró escapar de la jaula donde esperaba su turno. Todos los nobles y damas presentes, incluyendo la Consorte Fu, huyeron despavoridos. Sólo Feng dio un paso hacia el oso salvaje, el cual fue alanceado en el último momento por los guardias imperiales. Cuándo el Emperador Yuan le preguntó por qué lo había hecho, la Consorte Feng respondió que había oído una vez que cuando un oso atrapaba a una persona, continuaba atacando solo a la víctima y a nadie más; por lo que temerosa de que el oso atacara al emperador, se dispuso a sacrificarse interponiéndose. La Consorte Fu se puso muy celosa de los elogios que Feng recibió después del incidente.
La Consorte Feng nunca fue ambiciosa como la Consorte Fu, la cual deseaba sustituir como heredero del trono al Príncipe Liu Ao, el hijo de la Emperatriz Wang Zhengjun, por su propio hijo. Esto podría deberse a que su hijo era más joven no sólo que el príncipe imperial, sino también que el hijo de la Consorte Fu, Liu Kang (劉康), o puede haber sido simplemente porque era más humilde y menos ambiciosa.
Durante el tiempo como consorte imperial de Feng, el Emperador Yuan consideró promover a su hermano Yewang a primer ministro o alguna posición similar debido a sus buenas capacidades, pero temiendo ser criticado por nepotismo, nunca llegó a promover a Yewang como tal.

## Princesa Viuda
En 33 a. C., el Emperador Yuan murió, y el Príncipe Imperial Ao ascendió al trono como Emperador Cheng. Siguiendo la costumbre, el Príncipe Xing se instaló en su principado en Xindu, y la Consorte Feng partió con él y el título de Princesa Viuda. Cuándo la principalidad fue movida a Zhongshan (aproximadamente la moderna Baoding, Hebei) en 23 a. C., la Princesa Viuda Feng se trasladó con su hijo. Apenas se sabe nada sobre sus años en Zhongshan.  En 24 a. C., el Emperador Cheng consideró nombrar a su hermano Yewang comandante de las fuerzas armadas, reemplazando a su propio tío Wang Feng (王鳳), cuya naturaleza autocrática lo había alejado de él, pero cambió de idea después de que se filtraran rumores al respecto. En represalia, Wang Feng despidió a Feng Yewang de su cargo.
En 9 a. C., el Emperador Cheng, sin hijos, empezó a sopesar convertir en heredero a su hermano más joven el Príncipe Xing o a su sobrino el Príncipe Liu Xin de Dingtao (hijo del Príncipe Kang). El Emperador Cheng se convenció de que el Príncipe Xin era más capaz, al tiempo que la abuela del príncipe, la Consorte Fu, se congraciaba con la esposa del Emperador Cheng, la Emperatriz Zhao Feiyan, su hermana y favorita del Emperador Cheng la Consorte Zhao Hede, y el tío del Emperador Cheng, Wang Gen, con generosos regalos, con lo que las Zhao y Wang Gen también alabaron al Príncipe Xin (no hay evidencia alguna de que la Consorte Feng llevara a cabo un esfuerzo similar para promocionar a su hijo). El Emperador Cheng nombró al Príncipe Xin heredero de la corona en 8 a. C.
En 7 a. C., el Emperador Cheng murió, y el Príncipe Xin ascendió al trono como Emperador Ai. En el mismo año, el Príncipe Xing también falleció, y su hijo único, el Príncipe de dos años Jizi, fue nombrado Príncipe de Zhongshan. La Princesa Viuda Feng continuó ejerciendo como tal.

## Muerte
El Príncipe Jizi había nacido con una dolencia de corazón, afligiéndole con problemas circulatorios, manifiestos externamente en sus dedos y labios azulados. La  Princesa Viuda Feng le cuidaba personalmente y rogaba a menudo por él a los dioses. En 6 a. C., el Emperador Ai, oyendo hablar sobre la enfermedad de su primo, ordenó a los doctores imperiales junto con su encargado Zhang You (張由) ir a Zhongshan para tratar al niño. Esto tendría consecuencias fatales para Feng.
El encargado imperial Zhang dejó Zhongshan de repente, regresando furioso a la capital Chang'an. Una vez allí y cuando se le pidió una explicación para su conducta, dio la falsa razón de haber descubierto que la Princesa Viuda Feng utilizaba brujería para maldecir al Emperador Ai y a su abuela, la Consorte Fu, quien ahora ostentaba el título de Emperatriz Viuda Fu. Todavía resentida con la Princesa Viuda Feng de los días cuándo eran rivales por el amor de su esposo, había decidido utilizar esa oportunidad para atacarla. Envió a un eunuco, Shi Li (史立), para servir de investigador, y Shi torturó a un buen número de parientes de la antigua consorte (incluyendo su hermana más joven Feng Xi (馮習) y su cuñada Junzhi (君之), una de las esposas de su hermano menor), algunos incluso hasta la muerte, pero aun así no fue capaz de recabar pruebas lo suficientemente sólidas contra la Princesa Viuda Feng. Shi Li decidió mostrarle a la Princesa Viuda Feng quién estaba en realidad detrás de la investigación, al referirse a un incidente en que la entonces Consorte Feng defendió al Emperador Yuan contra un oso escapado. Dándose cuenta de que la Emperatriz Viuda Fu estaba detrás de la investigación, la Princesa Viuda Feng regresó a su palacio y se suicidó. En total, 17 miembros del clan Feng habían muerto a raíz de las investigaciones. El Príncipe Jizi, un niñito enfermo, no fue molestado.
Antes de suicidarse, se dice que la Princesa Viuda Feng expresó lo siguiente:

Este incidente (que involucró al oso) ocurrió en lo profundo de palacio hace mucho tiempo, durante un reinado anterior. Cómo podría saberlo este oficial menor? Está claro que alguien me quiere muerta, y no se detendrá hasta que lo haga.

En 1 a. C., después de las muertes de la Emperatriz Viuda Fu y del Emperador Ai, y después de que la otra esposa del Emperador Yuan, la Magnífica Emperatriz Viuda Wang expulsara al favorito del Emperador Ai (y probable amante) Dong Xian, la reputación de la Princesa Viuda Feng fue restaurada. El mismo año, su nieto el Príncipe Jizi fue proclamado emperador, aunque debido a su juventud y debilidad era tan solo un títere de la Magnífica Emperatriz Viuda Wang y su sobrino Wang Mang. Wang Mang finalmente le asesinaría en 5 d. C. y usurparía el trono Han en el año 8.